# Lobeza petropolia
Lobeza petropolia är en fjärilsart som beskrevs av William Schaus 1928. Lobeza petropolia ingår i släktet Lobeza och familjen tandspinnare. Inga underarter finns listade i Catalogue of Life.